# Guyote van IJsselstein
Guyote van IJsselstein (? - 1373 of 1374), vrouwe van IJsselstein, ook bekend onder de naam Goudijn van Amstel, was de erfdochter van Arnold van IJsselstein. Ze staat bekend als de opdrachtgeefster van de graftombe van de heren van IJsselstein, het grafmonument voor haar ouders en grootouders in de Sint-Nicolaaskerk in IJsselstein.

## Levensloop
Guyote van IJsselstein werd geboren als oudste dochter van Arnold van IJsselstein en Maria van Avesnes. Uit dit huwelijk werden nog twee jongere zussen geboren, Catharina en Bertha. Omdat uit het huwelijk geen zoons werden geboren, erfde Guyote in 1364 de grafelijke lenen van haar vader, waaronder het slot IJsselstein.
Guyote trouwde op 20 mei 1330 met Jan I van Egmond. Ze kregen samen naar verluidt tien kinderen, vijf dochters en vijf zonen. Hun dochter Maria van Egmond trouwde met Philips IV van Wassenaer. Na haar overlijden erfde zoon Arend van Egmond het slot en bijbehorende rechten van zijn moeder in 1374.